# Championnat de Suisse de beach-volley
Les championnats de Suisse de beach-volley sont une compétition de beach-volley réunissant chaque année depuis 1992 les meilleures paires masculines et féminines de Suisse. Elles offrent le titre de champion de Suisse de beach-volley.

## Histoire
Les trois premiers championnats suisses ont eu lieu entre 1992 et 1994 à Lucerne. Après une édition à Buochs en 1995, ces championnats suisses se déroulent sur la place Fédérale à Berne. La seule exception fut en 2003 à la gare de Zurich.

## Tournois
Champion(ne)s suisses depuis 1992
| Année | Femmes                     | Hommes                  |
| ----- | -------------------------- | ----------------------- |
| 1992  | Hartmann / Meier           | Walser / Wandeler       |
| 1993  | Meili / Stocker            | Gerson / Stauffer       |
| 1994  | Bossi / Gerson             | M. Laciga / P. Laciga   |
| 1995  | Meili / Schläfli           | P. Egger / Heyer        |
| 1996  | Hartmann / Schläfli        | M. Laciga / P. Laciga   |
| 1997  | Schnyder-Benoit / Dormann  | M. Egger / Schudt       |
| 1998  | Kölliker / Hartmann        | Heyer / Walser          |
| 1999  | Schnyder-Benoit / Hartmann | M. Egger / Vesti        |
| 2000  | Schnyder-Benoit / Hartmann | Heuscher / Kobel        |
| 2001  | Schnyder-Benoit / Kuhn     | M. Egger / Heyer        |
| 2002  | Schnyder-Benoit / Kuhn     | Heuscher / Kobel        |
| 2003  | Schnyder-Benoit / Kuhn     | Heuscher / Kobel        |
| 2004  | Schnyder-Benoit / Kuhn     | Heuscher / Kobel        |
| 2005  | Kuhn / Schwer              | Heuscher / Kobel        |
| 2006  | Kuhn / Schwer              | Heyer / P. Laciga       |
| 2007  | Erni / Grässli             | Heyer / Heuscher        |
| 2008  | Kayser / Grossen           | Heyer / Heuscher        |
| 2009  | Kuhn / Zumkehr             | M. Laciga / Bellaguarda |
| 2010  | Kuhn / Zumkehr             | M. Laciga / Bellaguarda |
| 2011  | Kuhn / Zumkehr             | Bellaguarda / Heuscher  |
| 2012  | Forrer / Vergé-Dépré       | Heyer / Chevallier      |

## Liens
- Page officielle des championnats suisses
- Beach-volley sur le site de la Fédération suisse